# Église Sainte-Tanche de Lhuître
L'église Sainte-Tanche est une église située à Lhuître, en France, et dédiée à sainte Tanche.

## Description

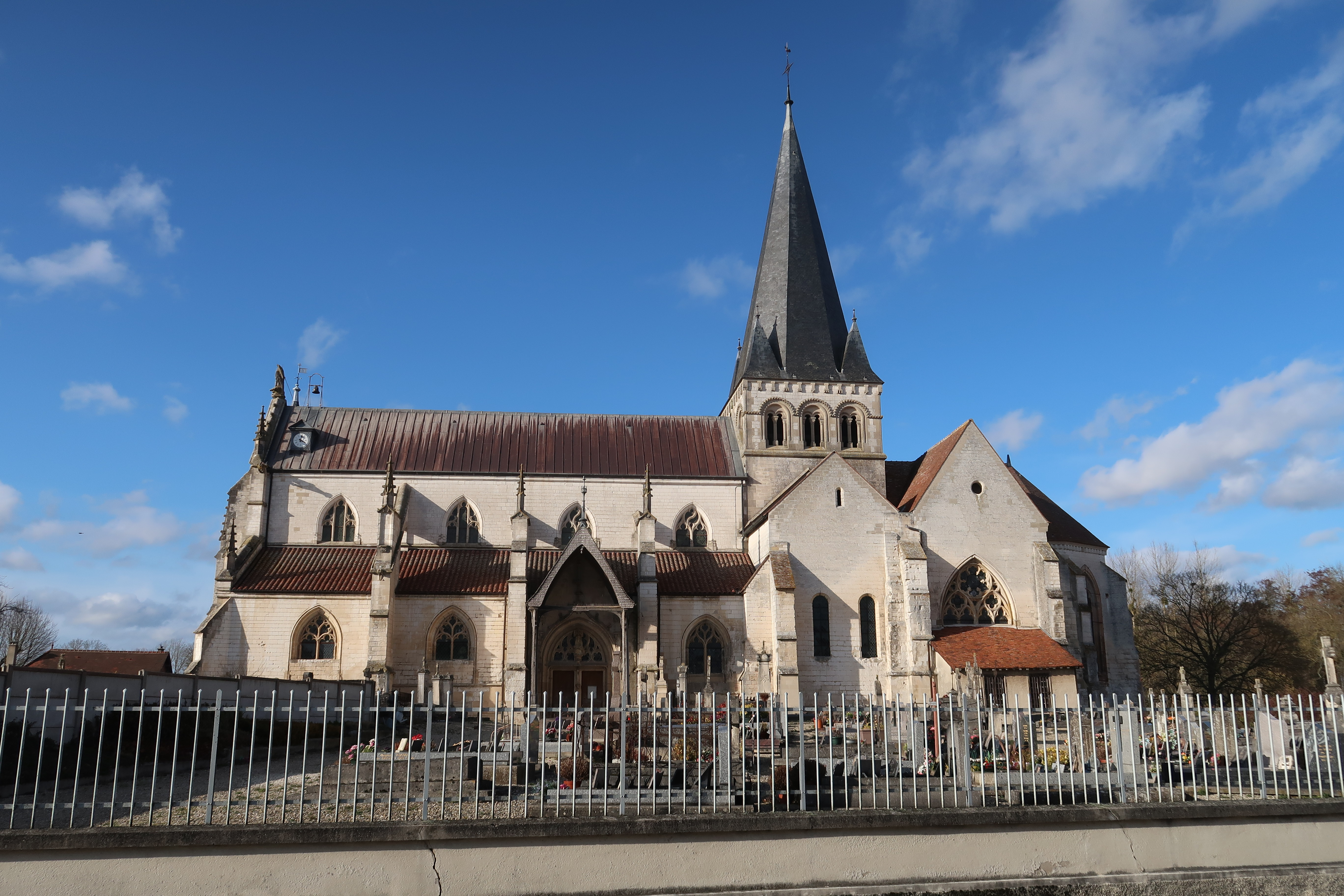
Vue du sud.

Elle est sur un plan de croix latine. Du XIIe siècle, il reste la tour et une partie de la première travée de la nef, le reste de la nef étant du XVIe siècle, l'abside et la première partie du transept sont du XIIIe siècle.

### Mobilier
Il est à noter son retable de la Passion du XVIe siècle en calcaire polychrome, bois et fer, sa grille du chœur, don des époux Brodiez et Gouverne en 1818. Elle possède aussi des fonts baptismaux hexagonaux en calcaire décoré d'apôtres : debout ; Annonciation ; ange et de saints : abbé, saint Jean, saint Paul, saint Pierre, sainte du XIIIe siècle. 
Statuaire : une Vierge à l'enfant , une éducation de Marie, une annonciation, toutes trois en calcaire polychrome du XVIe siècle. 
Il y a aussi la dalle funéraire d'Artus de Vrissart de 1610 qui était seigneur de Lhuître.

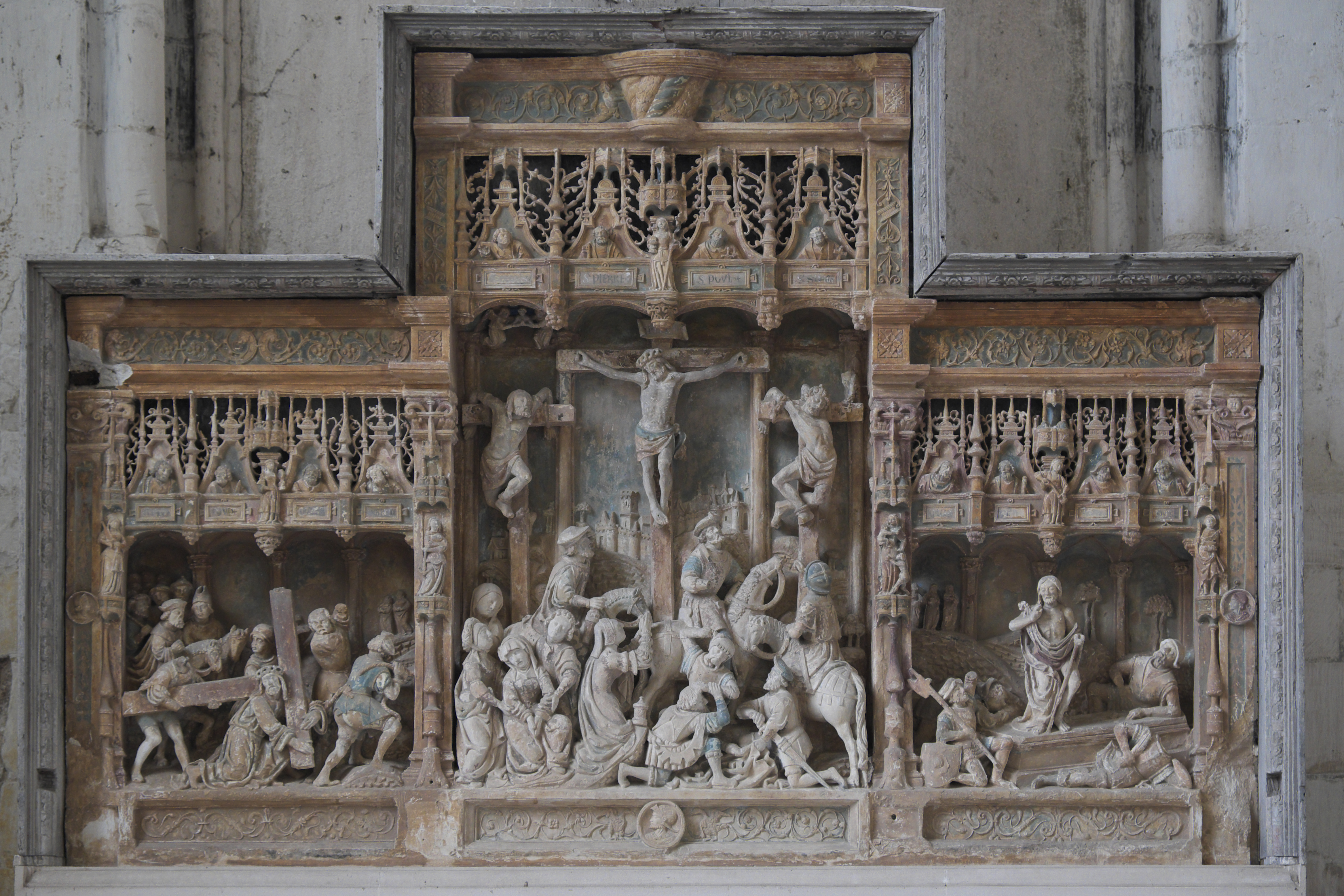
Retable,
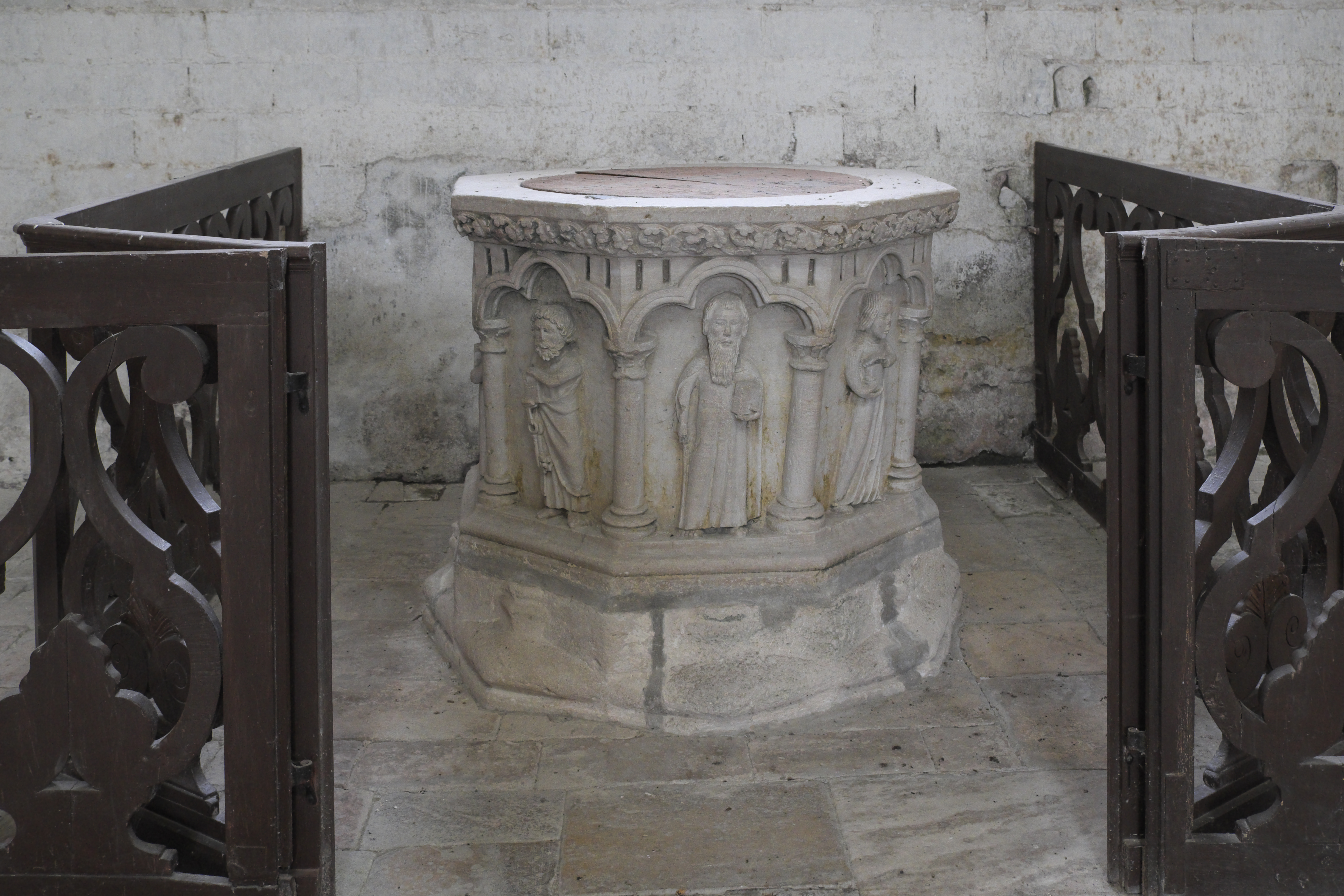
Fonts baptismaux,
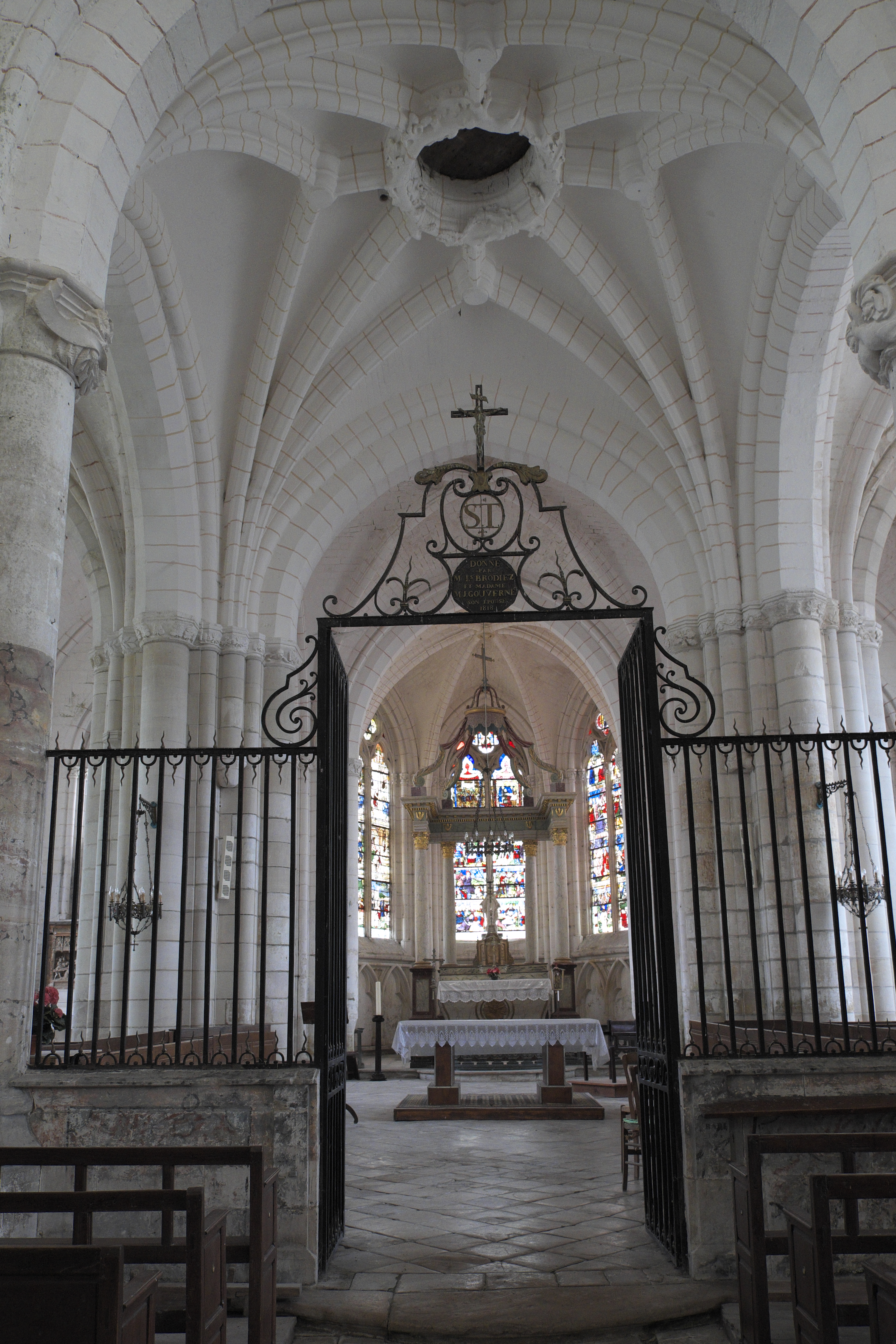
Clôture du chœur.

### Vitraux
L'église possède des verrières du  XVIe siècle.

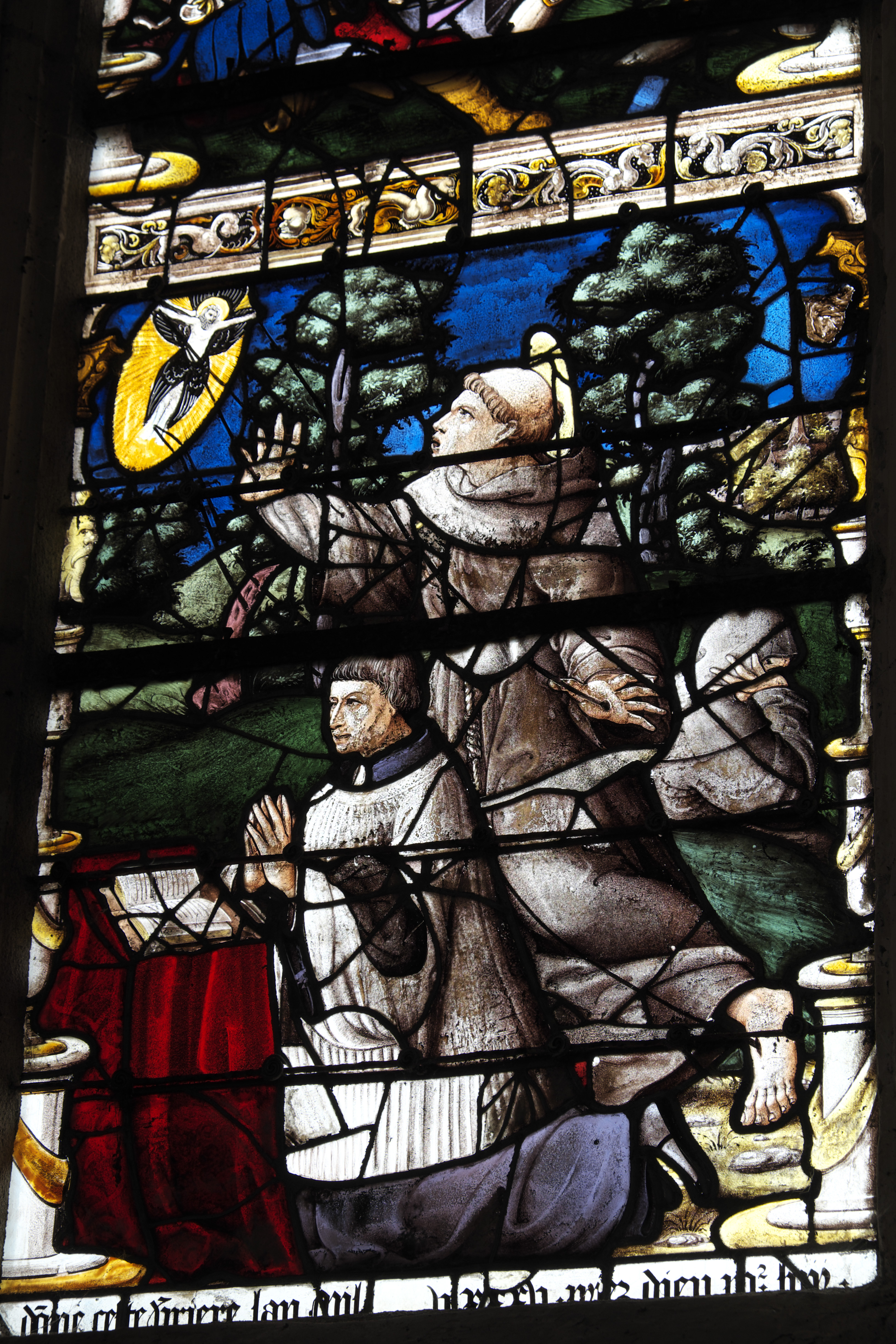
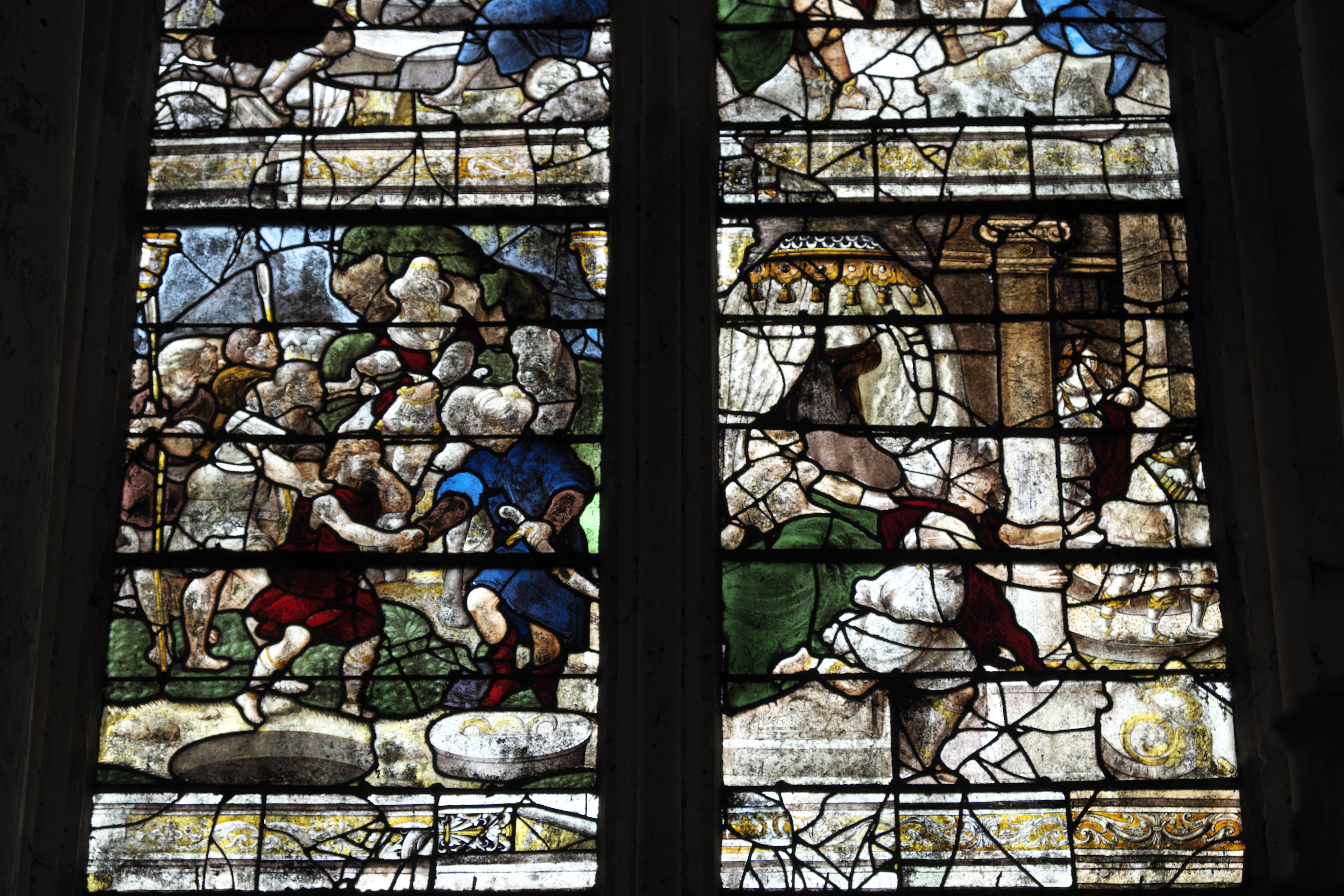
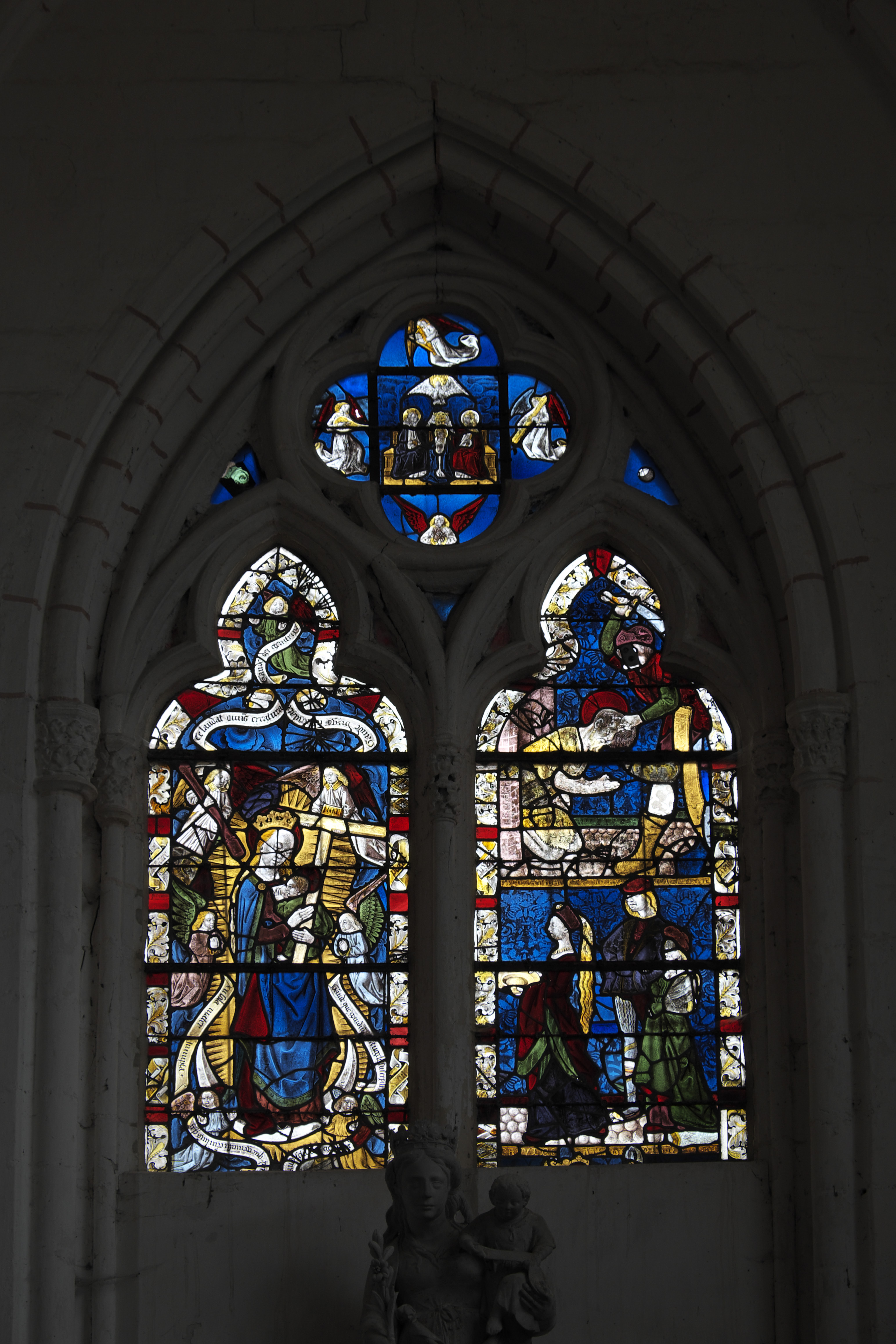

## Localisation
L'église est située sur la commune de Lhuître, dans le département français de l'Aube.

## Historique
La paroisse était un prieuré cure du doyenné d'Arcis et à la collation de l'abbé de Toussaint-en-l'Ile depuis la donation Philippe de Pont en 1120. L'église brûle le vendredi 10 juillet 1874, frappée par la foudre. 

Des cinq cloches de l'église, trois partirent aux fonderies en 1794. En 1806, en remplacement,  les frères Henriot de Metz en fondirent des nouvelles qui furent détruites lors de l'incendie de 1874. En 1880, trois nouvelles cloches, œuvre de Drouot de Maisoncelles, trouvèrent place dans l'église relevée.

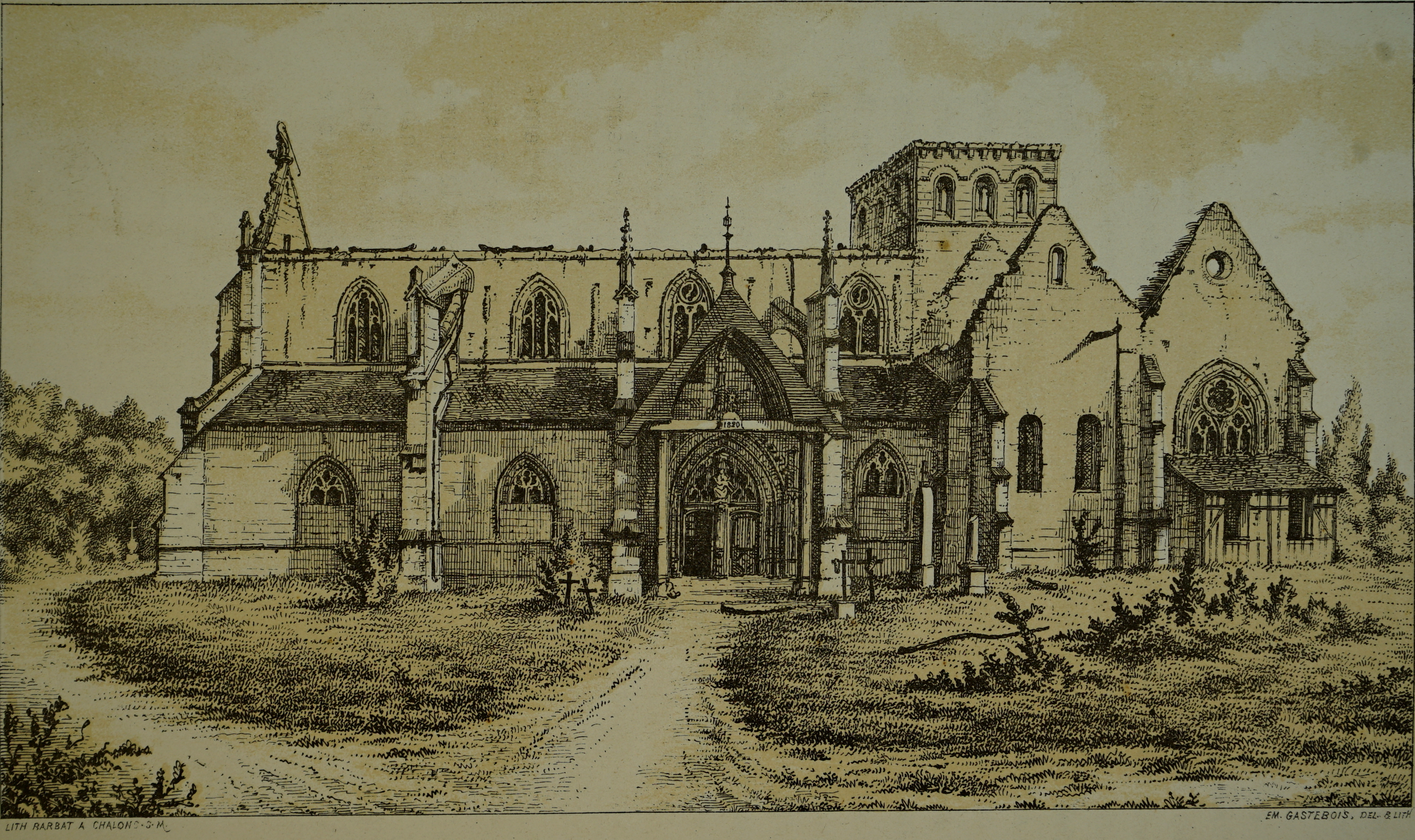
Emile Gastebois la représente après l'incendie de 1874.

L'édifice est classé au titre des monuments historiques en 1862.